# 木暮武太夫 (1860年生の政治家)

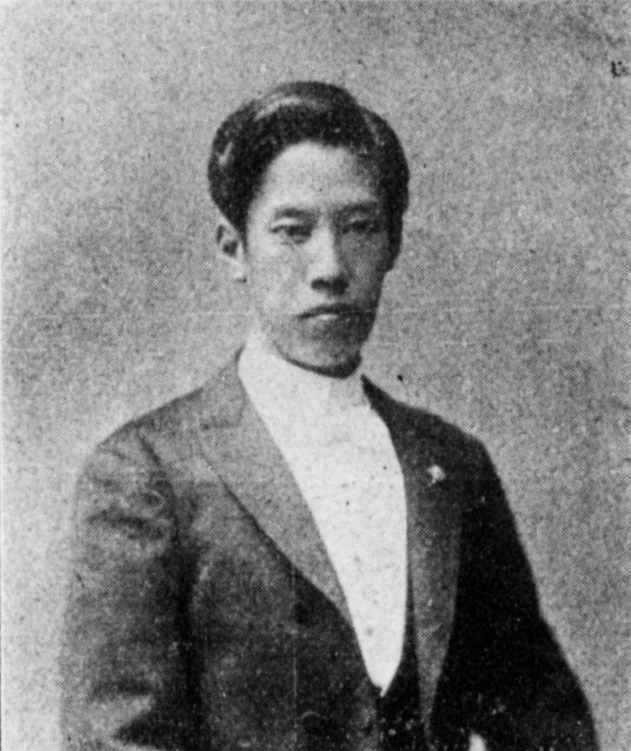
木暮武太夫

木暮 武太夫（こぐれ ぶだゆう、旧名・秀家、1860年2月25日〈万延元年2月4日〉 - 1926年〈大正15年〉3月25日）は、明治期の政治家、実業家。衆議院議員、群馬県会議員、伊香保町会議員。伊香保電気軌道社長、株式会社木暮旅館（ホテル木暮）代表取締役社長。高崎水力電気、伊香保鉱泉場組合、渋川紡績各取締役。族籍は群馬県平民。幼名は篤太郎。24代目武太夫。

政治家として自由民権運動に関心をもち、廃娼運動に率先して取り組み、実業家としても群馬、伊香保の発展に尽力した。伊香保温泉の衛生環境と施設の改善を改良取締所（後の伊香保鉱泉場取締所、現・渋川伊香保温泉観光協会）頭取として推進し、伊香保を東京の代表的避暑地として定着させた。

## 経歴
上野国西群馬郡伊香保（現・群馬県渋川市伊香保町）生まれ。木暮武禄の長男。母は多久子。木暮家は郡内の旧家で、その祖先は武田家の遺臣であり、天正年間伊香保に土着し、代々郷士であった。また温泉宿を営み、質屋及び金貸しを業としていた。幼少より学に志し12歳のとき父母が止めるのを聞き入れず家を出て、碩学佐々木愚山の塾に入り漢籍を修めた。
中学本部鳥川学校、熊谷県暢発学校の二校を卒え、東京に出て築地立教学校（現・立教大学）に学んだ。1878年（明治11年）、慶應義塾に入り、英学を修めた。1880年（明治13年）、家督を相続した。旅人宿業を営んだ。
1885年（明治18年）春、県会議員補欠員に挙げられた。1890年（明治23年）、30歳の時に第1回衆議院議員総選挙に当選し、衆議院議員となり、自由党に所属した。選挙後、ある村で無資格者が投票したとして次点者島田音七から当選訴訟を提起され、争いは衆議院の解散まで長引いた。結局、次の第2回衆議院議員総選挙に際しては、自らその候補を辞して矢島八郎に譲った。
1897年（明治30年）、群馬県農工銀行の取締役となる。1909年（明治42年）、伊香保電気軌道株式会社社長に就任する。
日露戦時中勲四等に叙せられ、観戦のため戦線へ立った。旭日小綬章を賜った。

## 人物
成長して漢学及び英学を学んだ。慶應義塾で福沢諭吉の薫陶を受けた。木暮が初めて慶應義塾に入った時、直ちに福沢諭吉と面接した。福沢は「何の目的にて学問するか」と尋ねた。木暮は「我が家は元来地方の豪族であって代々天領の郷士である。学問するには官吏となり大いに威張るためである。」と答えた。福沢は笑って「官吏はパブリックサーバントであり一の婢僕にすぎない。木暮さんは祖先伝来の資産がある。また温泉の営業がある。何を苦しんで公僕となる。威張りたいなら寧ろ祖先の遺業を継いで資産を増殖し将来開設されるであろう国会の議員になるがよい。人間は独立こそ最も尊い。」と答えた。民権論、国権論の2巻を与えられ、大に訓諭された。そして木暮は家業の温泉宿を継いだ。
伊香保町の有名な温泉宿（木暮旅館、現・ホテル木暮）の主人として知られ、温泉宿の古い習慣を撤廃し、地方公共に尽力した。木暮の公職は1886年、伊香保鉱泉場取締役に当選したことに始まる。温泉飲用水の改良を企て簡易水道を率先して敷設したほか、伊香保まで登山電車を走らせるなど近代化に貢献した。
また熱心な廃娼論者で、「平和的自由主義」を主張した。結婚した時には、男女平等をうたった「結婚契約書」を取り交わしている。交詢社社員にも名を連ねた。
上州政友会派の重鎮であった。貴族院多額納税者議員選挙の互選資格を有した。趣味は書画骨董を好む。住所は群馬県群馬郡伊香保町。

## 著作
- 編『名家香山記』木暮武太夫、1917年。

## 家族・親族
木暮家
- 父・武禄（群馬平民）[8][9]
- 母・多久子[9]
- 姉[9]
- 弟・三郎（1866年 - 1936年、東京、稲茂登カネの入夫[8][9]、衆議院議員）
- 妻・キヨ（1865年 - ?、群馬士族、堤金之丞の長女[8][9]、鳩山和夫、矢田部良吉二博士の媒酌にて結婚[15]）
- 女・八末（1899年 - ?）[8][9]
- 長男・武太夫（1893年 - 1967年、25代目武太夫[12]、旧名・正一[8]、1917年、慶應義塾大学部理財科卒業[22]、三井銀行入行、旅館業、木暮旅館主[22]、国会議員、運輸大臣）
- 三男・又勝（1902年 - ?）[9]